# 前刀禎明
前刀 禎明（さきとう よしあき、1958年8月5日 - ）は、日本の実業家。株式会社リアルディア代表取締役社長、モーションビート株式会社 元取締役会長。
ソニー、ベイン・アンド・カンパニー、ウォルト・ディズニー・ジャパン、AOLジャパンなどを経て、2004年にApple米国本社マーケティング担当バイス・プレジデント（副社長）兼日本法人代表取締役に就任。
独自のマーケティング手法で「iPod mini」を大ヒットに導き、スティーブ・ジョブズ氏に託された日本市場でAppleを復活させた。Apple退社後、2007年にリアルディアを設立。さまざまな企業ともコラボレーションしながら、人々のセルフ・イノベーションを促す事業を展開している。

## 略歴・人物
愛知県犬山市出身。滝中学校・高等学校、慶應義塾大学工学部管理工学科卒業。慶應義塾大学大学院理工学研究科管理工学専攻修士課程修了。
ソニー、ベイン・アンド・カンパニー、ウォルト・ディズニー・ジャパン、AOLジャパン バイスプレジデントを経て、1999年に無料ISPを展開する株式会社ライブドアを創業、代表取締役社長に就任（後に会長）。2002年にライブドアは民事再生法を申請し倒産。事業を堀江貴文率いるオン・ザ・エッヂ（後のライブドア→ライブドアホールディングス→LDH）に譲渡した。2003年に社名をライブドアからヴ・ナロードに変更後しばらく経て解散した。2004年3月、米Apple Computer（現Apple）のマーケティング担当バイス・プレジデントに就任。Apple Computerの携帯音楽プレーヤー「iPod mini（アイポッドミニ）」を2004年の大ヒット商品へと仕掛けた。同年後半には兼任で同社日本法人の代表取締役を務めていたが2006年7月11日両役職ともに退任後、現職。
「エッジが旧ライブドアを買収した」のではなく、あくまで事業の譲渡であり、吸収合併されたというわけではない。しかもその実態は企業名の譲渡である。また、「（あの）ライブドアの創業者」と未だに呼ばれる事が多いが、現在のライブドアホールディングスとは別会社であるので、これはやや正確さを欠く表現である。
本人は後に「まさか、堀江さんの会社（オン・ザ・エッヂ）がライブドアに社名変更するとは思わなかった」と語っている。
ちなみに、Apple入社面接の際、スティーブ・ジョブズCEOにVAIOの薄型ノートパソコン「PCG-X505/SP」を出し、「日本でMacを売るためにはこのような製品が必要だ」と述べたものの、スティーブ・ジョブズは真っ向から否定したという。だが2008年、Appleは薄型軽量のノートパソコンMacBook Airを発売しジョブズは発表の場でVAIO　TZとの比較プレゼンテーションを行った。
2012年4月からフジテレビ『めざましテレビ』のコメンテーターを務めている。
2012年10月、モーションビート株式会社の取締役会長を退任。

## 著書
- 『学び続ける知性 ワンダーラーニングでいこう』（日経BP 2021/6/4）
- 『アップルは終わったのか？』（ゴマブックス 2017/4/28）
- 『とらわれない発想法 あなたの中に眠っているアイデアが目を覚ます』（日本実業出版社 2016/12/22）
- 『５年先のことなど考えるな』PHPビジネス新書（PHP研究所 2015/12/18）
- 『心が動く伝え方』（KADOKAWA 2015/6/12）
- 『人を感動させる仕事 僕がソニー、ディズニー、アップルで学んだこと』（大和書房 2013/9/20）
- 『僕は、だれの真似もしない』（アスコム 2012/7/24）